# فريدا نوردين
فريدا ة نوردين (بالسويدية: Frida Nordin)‏ (23 مايو 1982 بفاكسيو في السويد - ) هي لاعبة كرة قدم سويدية في مركز الوسط. شاركت مع منتخب السويد لكرة القدم للسيدات. أما مع النوادي، فقد لعبت مع نادي أوسترس وIF Limhamn Bunkeflo (men) ‏ ونادي روسينجورد للسيدات.

## وصلات خارجية
- فريدا نوردين على موقع الاتحاد الدولي (مؤرشف)  (الإنجليزية)
- فريدا نوردين على موقع الاتحاد الأوربي (الإنجليزية)
- فريدا نوردين على موقع قاعدة بيانات كرة القدم.إي يو (الإنجليزية)
- فريدا نوردين على موقع Soccerway.com (الإنجليزية)
- فريدا نوردين على موقع أوليمبيديا (الإنجليزية)